# 하우메아의 발견에 대한 논란

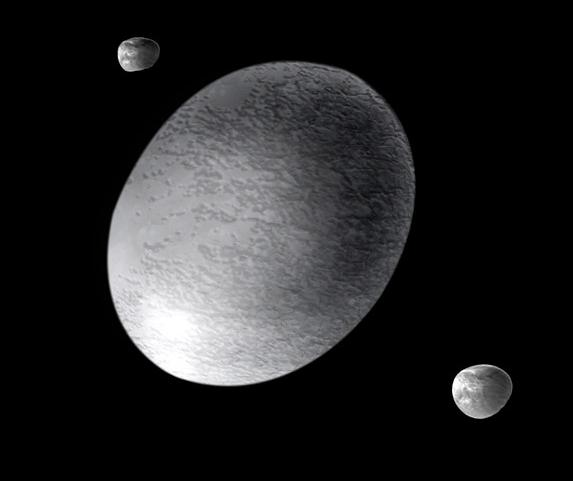
하우메아 및 위성 히이아카와 나마카의 상상도.

하우메아는 국제천문연맹이 인정한 왜행성 중 1930년 발견된 명왕성 이후 처음 발견된 천체로, 왜행성으로서 이름이 붙여지는 과정이 누가 발견자로 등재되어야 하는지에 대한 논란으로 인하여 몇 년간 지연되었다. 캘리포니아 공과대학교(칼텍)의 마이클 E. 브라운 팀이 처음 하우메아의 존재를 알아냈지만, 호세 루이스 오르티스 모레노 팀이 처음 하우메아의 발견 사실을 발표하여, 공식적인 명명 우선권을 가지게 되었다. 브라운 팀은 오르티스를 칼텍의 관측 자료를 출처 기재 없이 무단으로 사용한 사기꾼이라고, 오르티스 팀은 브라운 팀이 국제천문연맹에 정치적 압력을 가하였다고 비난하였다. 2008년 9월 국제천문연맹은 오르티스 팀이 제시한 이름 아타에시나 대신 브라운 팀이 제시한 하우메아라는 이름을 채택하였다.

## 발견 및 발견 발표

### 브라운 측

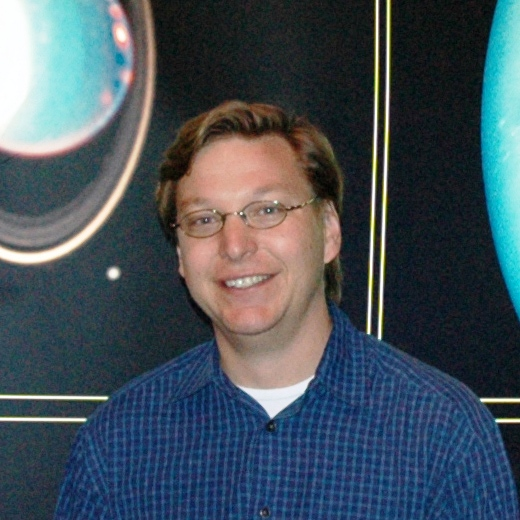
마이클 E. 브라운.

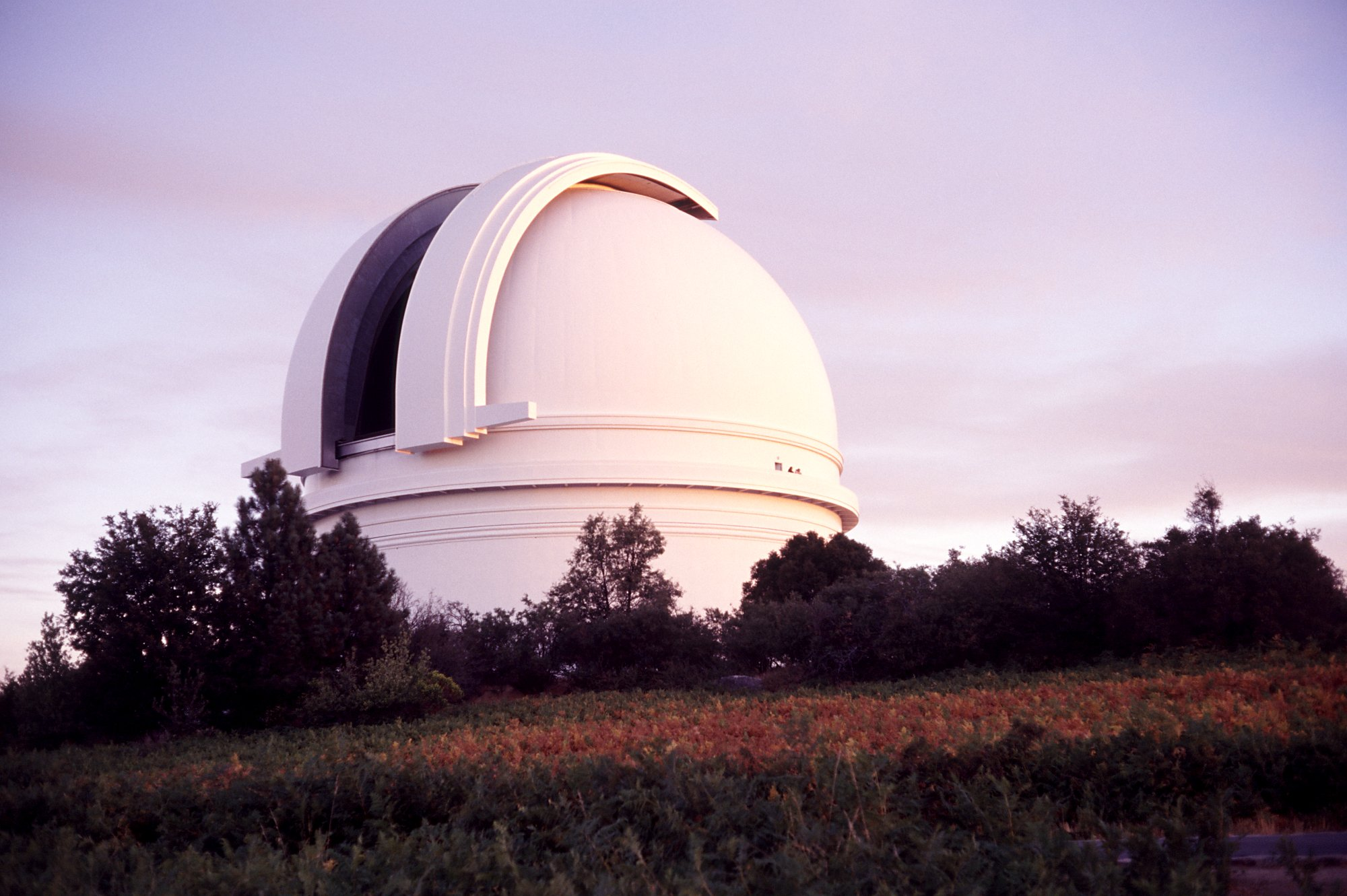
하우메아의 발견 이전 촬영된 사진은 1955년 팔로마 천문대까지 거슬러 올라간다.

2004년 12월 28일, 브라운 팀은 열 번째 행성을 찾기 위해 같은 해 5월 6일에 칠레 세로 토롤로 범아메리카 천문대에서 촬영한 사진을 분석하던 중 새로운 천체를 발견하였다. 시기가 크리스마스 직후였기 때문에, 산타라는 별명이 붙었다. 하지만 이 천체는 명왕성보다 작은 정도여서 행성은 확실히 아니었기 때문에, 브라운 팀은 바로 발견 사실을 발표하지 않고 팀에서 발견했던 다른 해왕성 바깥 천체들처럼 추가 관측을 할 계획이었다. 브라운 팀에서 위성을 발견했을 때, 위성이 얼음질인 것에 비해 하우메아 자체는 다른 해왕성 바깥 천체보다 더 암석질이었으며, 이후 근처 천체의 소행성족까지 발견하자 브라운 팀에서는 충돌로 인해 하우메아의 얼음 맨틀이 부서져 나간 것이라는 결론을 내렸다. 2005년 7월 7일, 논문 마무리 작업 중 브라운의 딸이 태어나, 논문 발표가 더 늦어졌다. 7월 20일 브라운 팀에서 9월에 있을 학술회에서 하우메아의 발견 사실을 발표하기 위한 온라인 초록을 공개하였으며, 초록 상 하우메아의 코드는 K40506A로 주어졌다.

### 오르티스 측
비슷한 시기에 스페인 남부 시에라네바다 천문대의 호세 루이스 오르티스 모레노의 학생 파블로 산토스 산스가 오르티스 팀이 2002년 12월부터 촬영한 사진을 검토하기 시작하였다. 산토스는 2005년 7월에 2003년 3월 7일, 9일, 10일에 촬영한 사진에서 하우메아를 찾아냈으며, 이미 발견된 천체인지를 확인하는 과정에서 브라운의 초록에서 발견한 천체와 매우 유사한 듯한 천체의 설명을 보아, 코드 K40506A를 검색하여 칼텍의 관측 기록을 찾아냈으나, 이 관측 기록에는 같은 천체인지를 확인하기에는 너무 정보량이 적었다고 하였다.
오르티스 팀에서는 소행성체 센터도 확인하였지만 그러한 천체의 기록이 없어, 2005년 7월 27일 밤 소행성체 센터에 칼텍의 관측 기록을 언급하지 않고 이메일을 보냈다.
다음 날 아침 며칠 분의 관측 기록이 추가된 칼텍 기록을 다시 찾아봤으며, 마요르카섬 아마추어 천문대의 레이네르 스토스에게 추가 관측을 요청했다. 레이네르 스토스는 1955년 팔로마 천문대가 촬영한 사진에 하우메아가 찍혀 있는 것을 찾아냈으며, 7월 28일 밤 1시간도 채 걸리지 않아 하우메아를 찾아냈다, 오르티스 팀은 새 자료를 포함해 소행성체 센터에 두 번째 보고서를 보냈으며, 여기에서도 칼텍 기록에 대한 언급은 없었다. 이 보고서는 7월 29일 공개되었다.
같은 날 이루어진 기자회견에서 오르티스 팀은 하루메아를 "10번째 행성"으로 칭하였다. 2005년 7월 29일, 처음으로 하루메아에 임시 명칭 2003 EL61이 붙었으며, "2003"은 스페인 측의 발견 사진을 기준으로 한 날짜이다. 2006년 9월 7일, 정식으로 소행성체 번호가 붙어, 소행성체 목록에 (136108) 2003 EL61으로서 등재되었다.

## 발표에 대한 반응
소행성체 센터의 자료 공개와 같은 날 브라운 팀은 명왕성보다 더 밝고 큰 카이퍼대 천체 에리스를 10번째 행성으로서 발표했다. 발표는 소행성체 센터가 브라운 팀에게 자료가 공개되었고, 하우메아와 에리스 데이터가 조회된 것을 보고 예정보다 앞당겨 진행되었다. 같은 날 오르티스 팀은 하우메아의 발견을 발표했다. 브라운은 2005년 1월 26일 자신이 발견한 하우메아의 위성에 대한 데이터를 천체물리학 저널에 투고하였다.
브라운은 특종을 놓쳤다는 실망감을 가졌지만, 오르티스 팀의 발견을 축하했다. 브라운은 하우메아의 발견 발표를 에리스의 발견 발표로 가린 것에 대해 사과하였으며, 누군가 자신들의 데이터에 접근하였던 것을 보고 다시 특종을 놓칠 수 있다는 위기감 때문이었다고 말했다. 오르티스는 데이터를 찾아본 것이 자신이라고 말하지 않았다. 이후 웹 서버에 발견 발표 전 날 접근한 것이 시에라네바다 천문대이며, 오르티스 팀이 2003년 사진에서 하우메아를 찾을 수 있을 만한 데이터였다는 것을 알게 되자, 브라운은 사기를 의심하고 8월 9일 오르티스에게 설명을 요구했다. 오르티스는 브라운의 "천체 숨기기" 선호가 다른 천문학자들을 소외시키고 과학에 해를 끼쳤다고 답했다.
8월 15일, 브라운 팀에서 오르티스 팀이 칼텍의 데이터를 사용하였다는 사실을 표기하지 않아 과학계의 윤리를 위반하였으므로, 발견자의 지위를 박탈할 것을 국제천문연맹에 공식적으로 요구하였다. 오르티스는 이후 칼텍의 관측 기록을 보았다는 것은 인정하였지만, 새로운 천체가 맞는지를 확인하기 위한 과정의 일환이었을 뿐이라며 부정 행위를 부인하였다. 브라운은 오르티스 팀이 28개월 동안 데이터를 보고 가만히 있다가, 초록을 발표한 6일 사이에 우연히 동시에 하우메아를 식별했다고 지적하며, 자신의 초록을 보기 전에 하우메아를 자체적으로 식별한 것이 맞냐는 의심을 품었다.

## 명명

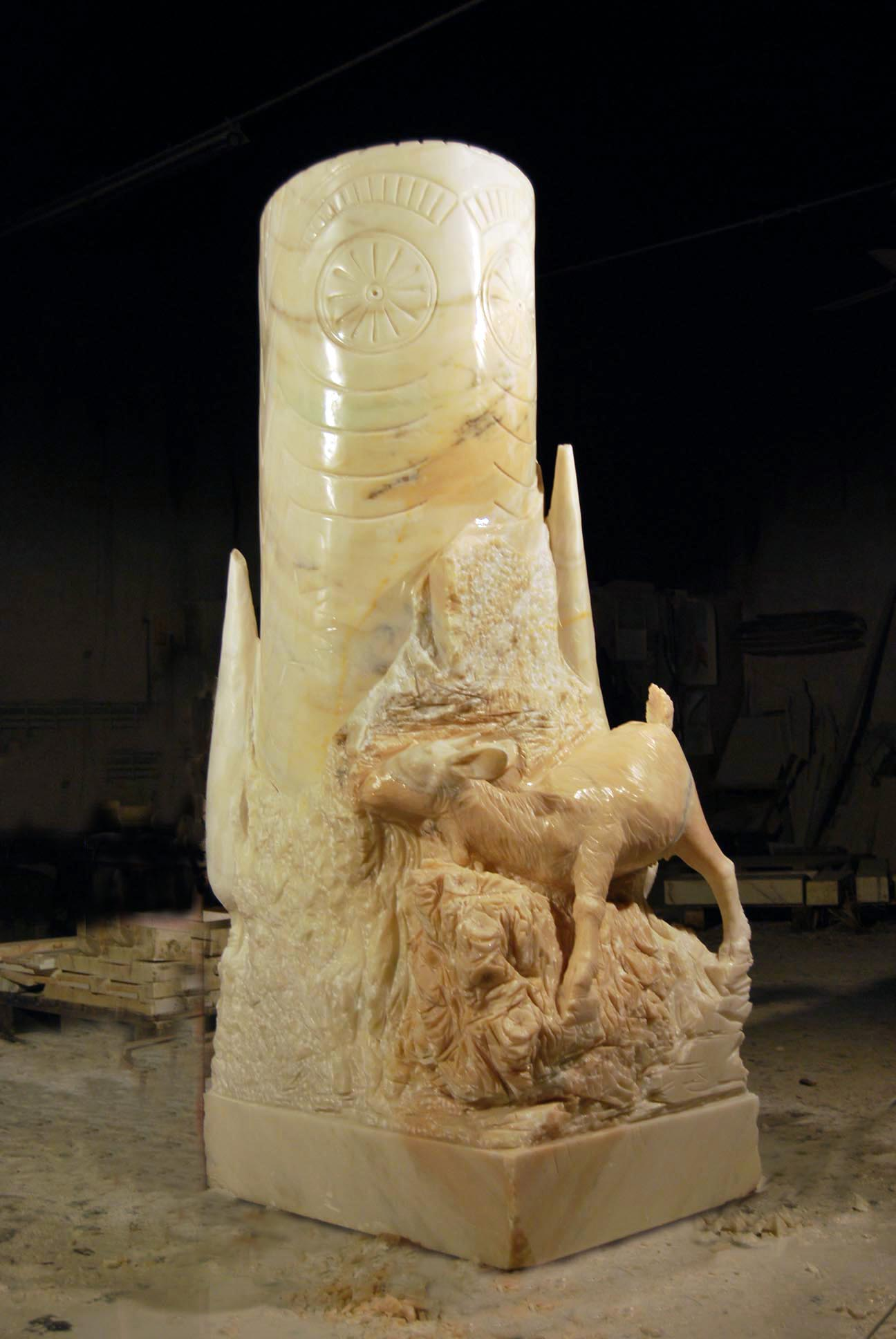
새 왜행성의 이름으로 제안된 이베리아의 여신 아테히나를 나타낸 조각상.

국제천문연맹의 규정 상, 소행성체 발견자는 소행성체 센터에 궤도를 결정할 만한 충분한 자료를 먼저 제시한 곳에 돌아가게 되어 있었다. 이 요건에 해당하는 팀은 오르티스 팀으로, 이베리아의 명계의 신 아테히나를 제시했다. 아테히나는 그리스 신화의 페르세포네와 동급이다. 하지만, 해왕성과 궤도 공명이 안정적으로 일어나는 천체에만 그리스 지하신의 이름을 붙인다는 관행이 있고, 하우메아의 공명은 불안정하다는 점에서, 이름이 적절하지 않다는 관점도 있었다.
고전적 카이퍼대 천체의 명명에 대한 국제천문연맹 규정에 따라, 2006년 9월 브라운 팀은 "위성이 발견된 장소를 기리기 위해" 하와이 신화의 이름을 따 왜행성과 위성의 이름을 제안했다. 하우메아는 마우나케아 천문대가 위치한 하와이섬의 수호신이다. 또한 하우메아는 지구의 여신 파파와 동일시되는데, 이 왜행성은 다른 카이퍼대 천체와 달리 두꺼운 얼음층이 없고 거의 전부 암석으로 이루어졌다는 점에서 적절하다는 평을 받았다. 여기에 하우메아는 자신의 몸이 떨어져나가 많은 아이들이 생기는 출생과 번영의 여신인데, 왜행성에서 떨어져 나온 것으로 추정되는 얼음 천체 무리에 대응한다. 왜행성의 위성 둘 또한 이러한 방식으로 생성되었다고 추정되며, 하우메아의 딸 히이아카와 나마카의 이름을 땄다.
천체의 발견자가 누군지에 대한 논란으로 인해, 왜행성의 이름을 정하는 과정이 지연되었다. 2008년 9월 17일 국제천문연맹 내 왜행성의 명명을 담당하는 소천체 명명 위원회(CSBN)와 행성계 명명 실무단(WGPSN)은 브라운 팀의 제안인 하우메아를 채택하였다. 소천체 명명 위원회에서는 투표 결과가 한 표 차이로 결정될 정도로 격전을 벌였다. 하지만 발견 일자는 2003년 3월 7일로, 발견 위치는 시에라네바다 천문대로 기록되었으며, 발견자의 이름은 빈칸으로 남았다.

## 영향
소행성체 센터의 수장 브라이언 마스덴은, 과거 이름 분쟁에서 브라운을 지지한 것과 마찬가지로, 브라운을 지지했다. 마스덴은 "언젠가 후대는 무슨 일이 일어났는지를 정확히 알고, 마이클 브라운이 모든 인정을 받을 것이다"고 말하였다. 또한, 발견자의 이름을 빈칸으로 둔 것에 대해, "발견자에 대해 고의적으로 애매하게 한 것으로 [...] 국제적인 분쟁을 초래하고 싶지 않다"고 밝혔다. 마스덴은 또한 이 분쟁 전체를 17세기 초 목성의 큰 4개 위성의 발견자가 갈릴레오 갈릴레이인지 시몬 마리우스인지 일어난 논란 이후 제일 최악의 분쟁이라고 칭했다.
오르티스 팀은 이에 반발하며, 만약 아테히나가 적절하지 않았다면 양쪽 모두에 해당하지 않는 제3의 이름을 고를 수 있었다며, 국제천문연맹이 정치적으로 편향되었다고 주장하였다. 아일랜드 신화의 다그다가 "중립적"인 이름으로 제안되었지만, 결국 채택되지 않았다는 루머도 등장했다. 오르티스는 "만족하지 않으며, 국제천문연맹이 안타까운 결정을 내렸고 나쁜 선례를 남겼다고 생각한다"고 말했다. 스페인 신문 ABC는 이 결정을 "미국의 점령"이라 표현했으며, 국제천문연맹에 미국 천문학자가 스페인보다 10배 많았다는 점에서 정치적인 영향이 컸다고 주장했다.
이름 발표 직후, 브라운은 발견자가 누군지 특정하지 않고 명명권을 주는 경우는 흔하지 않지만, "충분히 좋은 해결책이라 생각한다"며, 결과에 만족한다고 밝혔다. 이후 브라운은 하우메아의 위성 히이아카와 나마카의 발견자로 인정되었다. 발견 5주년에 브라운은 자신의 블로그에 발견의 중요성에 대한 자신의 생각을 올렸지만, 논란에 대해서는 언급하지 않았다.